# اسناکوالمی (واشینگتن)
اسناکوالمی (به انگلیسی: Snoqualmie) شهری در شهرستان کینگ ایالت واشنگتن است که در سرشماری سال ۲۰۱۰ میلادی، ۱۰۶۷۰ نفر جمعیت داشته است.